# درک پورتر
درک پورتر (انگلیسی: Derek Porter؛ زادهٔ ۲ نوامبر ۱۹۶۷) قایقران روئینگ اهل کانادا بود.
وی در مسابقات کشوری و بین‌المللی در مجموع برندهٔ ۳ مدال طلا، ۳ مدال نقره، ۱ مدال برنز شده‌است.